# Георгиевка (Табунский район)
Георгиевка — село в Табунском районе Алтайском крае, в составе Серебропольского сельсовета

## История
Основано в 1922 году. В 1928 г. посёлок Георгиевка состоял из 41 хозяйства, основное население — украинцы. В составе Богдановского сельсовета Славгородского района Славгородского округа Сибирского края.

## Население
| 1926 | 1997 | 1998 | 1999 | 2000 | 2001 | 2002 |
| ---- | ---- | ---- | ---- | ---- | ---- | ---- |
| 193  | ↘26  | ↘16  | ↗18  | →18  | ↘17  | ↘10  |
| 2003 | 2004 | 2005 | 2006 | 2007 | 2008 | 2009 |
| ↘9   | ↘6   | ↘5   | ↘4   | →4   | ↘2   | →2   |
| 2010 | 2011 | 2012 | 2013 |      |      |      |
| ↘0   | ↗2   | →2   | ↘1   |      |      |      |

Национальный состав
Согласно результатам переписи 2002 года, в национальной структуре населения русские составляли 50 %, цыгане — 36%.